# El príncipe de Central Park
El príncipe de Central Park es una película de familia del 2000. El reparto incluyó a Frank Nasso, Kathleen Turner, Danny Aiello, Harvey Keitel, y Cathy Moriarty. Fue escrita y dirigida por John Leekley, y producida por Julius R. Nasso, Steven Seagal, y John P. Gulino. La película es una nueva versión de la película de 1977 del mismo título, que contaba con Ruth Gordon y T. J. Hargrave como protagonistas; ambas películas estaban basadas en la novela El príncipe de Central Park por Evan Rhodes.

## Argumento
J.J. Somerled de 12 años (Frank Nasso) se escapa luego del fallecimiento de sus padres y es puesto bajo el cuidado de una madre adoptiva abusiva. Él toma su piano electrónico, y vive en el Central Park de Nueva York. Él aprende mucho, y encuentra a mucha gente allí, incluyendo a una persona llamada "El Guardián" (Harvey Keitel).

## Adaptación
Rhodes también adaptó su propia novela para Broadway en 1989, pero la producción y la protagonista, Jo Anne Worley, fue recibida tan pobremente que esto se cerró después de cuatro interpretaciones. La producción fue dirigida y coreografiada por Tony Tanner. Los sets y los trajes fueron diseñados por Michael Bottari y Ronald Case, que recibieron muchas opiniones buenas para su diseño de juego de tocadiscos. El diseño de iluminación era por Norman Coates. Había una producción antes del Broadway que abre en Miami Beach que fue dirigida por Roberto Bogdanoff y la protagonista: Nannette Fabray pensado que si Nannette Fabray se quedó con el espectáculo, el musical habría durado más.
- Datos: Q4356154